# Allantospermum borneense
Allantospermum borneense là một loài thực vật có hoa trong họ Ixonanthaceae. Loài này được Forman mô tả khoa học đầu tiên năm 1965.